# Мрджа, Драган
Дра́ган Мрджа (серб. Драган Мрђа; род. 23 января 1984, Вршац, СФРЮ) — сербский футболист, выступавший на позиции нападающего.

## Карьера
Мрджа — выпускник футбольной школы белградской «Црвены Звезды». Играя за «Црвену Звезду» Драган дебютировал в Кубке УЕФА, выиграл два чемпионских титула (2004, 2006) и два Кубка (2004, 2006). В середине сезона 2005/06 перешёл в бельгийский «Льерс», однако там особой результативностью он не отметился и был отдан в аренду «Зюлте-Варегему». После успеха молодёжной сборной на чемпионате Европы 2007 года, где вместе со сборной Драган выиграл серебро, перешёл в подмосковные «Химки». В составе нового клуба особых успехов не добился, забив в 9 матчах 2 мяча, и был продан в «Войводину». В сезоне 2008/09 завоевал серебряную медаль чемпионата Сербии, стал лучшим бомбардиром клуба и третьим бомбардиром Суперлиги с 13 мячами. Летом 2010 года перешёл в швейцарский «Сьон», подписав трёхлетний контракт.

## Достижения
- Вице-чемпион чемпионата Европы: 2007
- Чемпион Сербии (3): 2003/04, 2005/06, 2013/14
- Серебряный призёр чемпионата Сербии: 2008/09
- Обладатель Кубка Сербии (2): 2004, 2006

## Статистика
| Сезон   | Клуб                   | Лига                            | Матчи | Голы |
| ------- | ---------------------- | ------------------------------- | ----- | ---- |
| 2001/02 | Црвена Звезда          | Первая лига Югославии           | 1     | 0    |
| 2002/03 | Црвена Звезда          | Первая лига Сербии и Черногории | 25    | 4    |
| 2003/04 | Црвена Звезда          | Первая лига Сербии и Черногории | 5     | 4    |
| 2004/05 | Црвена Звезда          | Первая лига Сербии и Черногории | 7     | 0    |
| 2005/06 | Црвена Звезда          | Первая лига Сербии и Черногории | 1     | 0    |
| 2005/06 | Льерс                  | Бельгийский Первый дивизион     | 20    | 2    |
| 2006/07 | Льерс                  | Бельгийский Первый дивизион     | 20    | 0    |
| 2006/07 | Зюлте-Варегем (аренда) | Бельгийский Первый дивизион     | 6     | 0    |
| 2007    | Химки                  | Российская Премьер-лига         | 6     | 2    |
| 2008    | Химки                  | Российская Премьер-лига         | 3     | 0    |
| 2008/09 | Войводина              | Суперлига Сербии                | 28    | 13   |
| 2009/10 | Войводина              | Суперлига Сербии                | 28    | 22   |
| 2010/11 | Сьон                   | Суперлига Швейцарии             | 17    | 8    |
| Всего   | Всего                  | Всего                           | 151   | 47   |